# 久喜市立久喜南中学校
久喜市立久喜南中学校（くきしりつ くきみなみちゅうがっこう）は、埼玉県久喜市にある1962年開校の公立中学校。

## 沿革
- 1947年（昭和22年） - 江面村立江面中学校、清久村立清久中学校が開校。
- 1954年（昭和29年） - 7月1日　南埼玉郡江面村・清久村・久喜町・太田村が合併し、新久喜町となる。
- 1962年（昭和37年） 
  - 4月1日　久喜町立江面中学校と久喜町立清久中学校が合併し久喜町立久喜南中学校となる。
  - 11月26日　新校舎完成、入校式を挙げる。同日を開校記念日と定める。
- 1966年（昭和41年） - 3月20日、体育館兼講堂の落成。
- 1968年（昭和43年） - 12月11日、校歌を制定。
  - 宮澤章二　作詞
  - 大中恩　作曲
- 1971年（昭和46年） 
  - 7月13日　プールが完成。
  - 10月1日　市政が施行され久喜市立久喜南中学校となる。
- 1976年（昭和51年） - 4月1日、校旗を制定する。
- 1978年（昭和53年） - 9月16日、学校給食の開始。
- 1983年（昭和58年） - 3月25日、管理棟が完成。
- 1991年（平成3年） 
  - 10月16日　創立30周年記念碑・校歌碑除幕式を挙行。
  - 11月24日　創立30周年式典を挙行。
- 1992年（平成4年） - 3月　特別教室棟増築工事が完成（コンピューター導入）。
- 1994年（平成6年） - 11月16日　第１回全国環境フェアで発表
- 1997年（平成9年） - 2月　さわやか相談室開設
- 1999年（平成11年） - 2月24日　第７回全国小中学校環境教育賞奨励賞受賞
- 2002年（平成14年） - 3月25日　新体育館が完成。
- 2003年（平成15年） -12月6日 　中高生奉仕社会体験事業「なかなかやるな中学生」の県発表
- 2005年（平成17年） -11月14日  　環境ボランティア活動「シラコバト賞」受賞
- 2007年（平成19年） 
  - 4月27日　新校舎が完成。（旧北校舎から新校舎へ移動）
  - 5月1日　新校舎の使用を開始。
- 2008年（平成20年）
  - 3月5日　新校舎竣工式が行われる。
- 2011年（平成23年）　 
  - 11月26日 　創立50周年式典挙行

## 立地
- 久喜区域の南西部に位置している。
- 北東を新川用水が流れる。

## 交通
- 久喜駅西口より徒歩25分。

### 久喜市内循環バス
- 下早見循環「南中学校前」下車すぐ。
- 除堀・所久喜循環「久喜警察署東」より徒歩。

## 学区
久喜市立江面第一小学校、久喜市立江面第二小学校、久喜市立清久小学校の学区である。

## 部活動

### 運動部
- 野球部
- サッカー部
- バスケットボール部
- テニス部
- バドミントン部
- バレーボール部

### 文化部
- 吹奏楽部
- 美術部